# Yāvar Kandī
Yāvar Kandī (persiska: یاور کندی) är en ort i Iran.   Den ligger i provinsen Östazarbaijan, i den nordvästra delen av landet, 500 km nordväst om huvudstaden Teheran. Yāvar Kandī ligger 1 715 meter över havet och antalet invånare är 362.
Terrängen runt Yāvar Kandī är huvudsakligen kuperad, men västerut är den bergig. Runt Yāvar Kandī är det ganska glesbefolkat, med 29 invånare per kvadratkilometer. Närmaste större samhälle är Ahar, 16,9 km nordväst om Yāvar Kandī. Trakten runt Yāvar Kandī består i huvudsak av gräsmarker.